# Snowboard-Juniorenweltmeisterschaften 2023
Die 27. FIS-Snowboard-Juniorenweltmeisterschaften fanden vom 22. bis 27. März 2023 in Bansko mit den Paralleldisziplinen Parallelslalom und Parallel-Riesenslalom sowie einem Mixed-Wettbewerb, am 30. und 31. März 2023 am Passo San Pellegrino im Snowboardcross und vom 28. August bis zum 3. September 2023 in Cardrona mit den Disziplinen Slopestyle und Big Air statt. Die Bewerbe in der Halfpipe mussten abgesagt werden.

## Medaillenspiegel
| Platz | Land               | Gold | Silber | Bronze | Gesamt |
| ----- | ------------------ | ---- | ------ | ------ | ------ |
| 1     | Japan              | 3    | –      | 2      | 5      |
| 2     | Bulgarien          | 2    | 2      | –      | 4      |
| 3     | Frankreich         | 1    | 2      | 2      | 5      |
| 4     | Australien         | 1    | 1      | 1      | 3      |
| 5     | Schweiz            | 1    | 1      | –      | 2      |
| 5     | Kanada             | 1    | 1      | –      | 2      |
| 5     | Neuseeland         | 1    | 1      | –      | 2      |
| 8     | Deutschland        | 1    | –      | 3      | 4      |
| 9     | Spanien            | 1    | –      | –      | 1      |
| 10    | Vereinigte Staaten | –    | 2      | –      | 2      |
| 11    | Italien            | –    | 1      | 1      | 2      |
| 12    | Südkorea           | –    | 1      | –      | 1      |
| 13    | Tschechien         | –    | –      | 2      | 2      |
| 14    | Österreich         | –    | –      | 1      | 1      |
|       | Gesamt             | 12   | 12     | 12     | 36     |

## Ergebnisse Frauen

### Parallelslalom
| Platz | Land               | Sportlerin           |
| ----- | ------------------ | -------------------- |
| 1     | Schweiz            | Xenia von Siebenthal |
| 2     | Vereinigte Staaten | Iris Pflum           |
| 3     | Tschechien         | Zuzana Maděrová      |
| 4     | Österreich         | Pia Schöffmann       |
| 5     | Japan              | Tsubaki Miki         |
| 6     | Kanada             | Aurelie Moisan       |
| 7     | Italien            | Elisa Fava           |
| 8     | Japan              | Hinano Oshima        |

Datum: 25. März 2023 in Bansko.

### Parallel-Riesenslalom
| Platz | Land               | Sportlerin      |
| ----- | ------------------ | --------------- |
| 1     | Japan              | Tsubaki Miki    |
| 2     | Vereinigte Staaten | Iris Pflum      |
| 3     | Deutschland        | Salome Jansing  |
| 4     | Schweiz            | Flurina Bätschi |
| 5     | Tschechien         | Zuzana Maděrová |
| 6     | Österreich         | Pia Schöffmann  |
| 7     | Italien            | Elisa Fava      |
| 8     | Tschechien         | Klara Sonkova   |

Datum: 24. März 2023 in Bansko.

### Snowboardcross
| Platz | Land        | Sportlerin        |
| ----- | ----------- | ----------------- |
| 1     | Frankreich  | Léa Casta         |
| 2     | Australien  | Josie Baff        |
| 3     | Deutschland | Celia Trinkl      |
| 4     | Frankreich  | Camille Poulat    |
| 5     | Frankreich  | Felicie Leicht    |
| 6     | Japan       | Remi Yoshida      |
| 7     | Frankreich  | Zoe Colombier     |
| 8     | Frankreich  | Marika Savoldelli |

Datum: 30. März 2023 am Passo San Pellegrino

### Halfpipe
Datum (geplant): 9. September 2023 in Cardrona.

### Slopestyle
| Platz | Land               | Sportlerin              |
| ----- | ------------------ | ----------------------- |
| 1     | Neuseeland         | Lucia Georgalli         |
| 2     | Italien            | Fanny Piantandia Chiesa |
| 3     | Australien         | Ally Hickman            |
| 4     | Japan              | Kiara Morii             |
| 5     | Vereinigte Staaten | Rebecca Flynn           |
| 6     | Niederlande        | Romy van Vreden         |
| 7     | Niederlande        | Sam Lieshout Van        |
| 8     | Südkorea           | Yu Seoung-eun           |

Datum: 30. August 2023 in Cardrona

### Big Air
| Platz | Land       | Sportlerin              |
| ----- | ---------- | ----------------------- |
| 1     | Kanada     | Emeraud Maheux          |
| 2     | Südkorea   | Yu Seoung Eun           |
| 3     | Japan      | Kiara Morii             |
| 4     | Japan      | Momo Suzuki             |
| 5     | Italien    | Fanny Piantanida Chiesa |
| 6     | Neuseeland | Lucia Georgalli         |
| 7     | Kanada     | Amalia Pelchat          |
| 8     | Tschechien | Laura Záveská           |

Datum: 4. September 2023 in Cardrona

## Ergebnisse Männer

### Parallel-Slalom
| Platz | Land       | Sportler            |
| ----- | ---------- | ------------------- |
| 1     | Bulgarien  | Petar Gregyovski    |
| 2     | Bulgarien  | Alexander Krashniak |
| 3     | Österreich | Werner Pietsch      |
| 4     | Bulgarien  | Kristian Georgiev   |
| 5     | Tschechien | Krystof Minarik     |
| 6     | Italien    | Elias Zimmerhofer   |
| 7     | Kanada     | Luis Freeman        |
| 8     | Japan      | Shogo Suminaga      |

Datum: 25. März 2023 in Bansko.

### Parallel-Riesenslalom
| Platz | Land        | Sportler            |
| ----- | ----------- | ------------------- |
| 1     | Bulgarien   | Terwel Samfirow     |
| 2     | Bulgarien   | Alexander Krashniak |
| 3     | Deutschland | Max Kühnhauser      |
| 4     | Bulgarien   | Petar Gregyovski    |
| 5     | Österreich  | Werner Pietsch      |
| 6     | Österreich  | Christoph Karner    |
| 7     | Niederlande | Youri Zorge         |
| 8     | Italien     | Elias Zimmerhofer   |

Datum: 24. März 2023 in Bansko.

### Snowboardcross
| Platz | Land        | Sportler              |
| ----- | ----------- | --------------------- |
| 1     | Spanien     | Alvaro Romero         |
| 2     | Frankreich  | Aïdan Chollet         |
| 3     | Frankreich  | Achille Leleu         |
| 4     | Kanada      | James Savard-Ferguson |
| 5     | Italien     | Niccolo Colturi       |
| 6     | Deutschland | Julius Reichle        |
| 7     | Österreich  | Elias Leitner         |
| 8     | Deutschland | Leon Ulbricht         |

Datum: 30. März 2023 am Passo San Pellegrino

### Halfpipe
Datum (geplant): 9. September 2023 in Cardrona.

### Slopestyle
| Platz | Land               | Sportler          |
| ----- | ------------------ | ----------------- |
| 1     | Japan              | Taiga Hasegawa    |
| 2     | Kanada             | Cameron Spalding  |
| 3     | Japan              | Yuto Miyamura     |
| 4     | Südkorea           | Lee Chae-un       |
| 5     | Italien            | Ian Matteoli      |
| 6     | Vereinigte Staaten | Brooklyn Depriest |
| 7     | Kanada             | Eli Bouchard      |
| 8     | Neuseeland         | Dane Menzies      |

Datum: 30. August 2023 in Cardrona

### Big Air
| Platz | Land               | Sportler               |
| ----- | ------------------ | ---------------------- |
| 1     | Japan              | Taiga Hasegawa         |
| 2     | Neuseeland         | Rocco Jamieson         |
| 3     | Italien            | Ian Matteoli           |
| 4     | Japan              | Yuto Miyamura          |
| 5     | Vereinigte Staaten | Brooklyn Depriest      |
| 6     | Südkorea           | Lee Chae-un            |
| 7     | Neuseeland         | Campbell Melville Ives |
| 8     | Kanada             | Cameron Spalding       |

Datum: 3. September 2023 in Cardrona

## Mixed

### Parallel Team
| Platz | Land        | Sportler                        |
| ----- | ----------- | ------------------------------- |
| 1     | Deutschland | Salome Jansing Max Kühnhauser   |
| 2     | Schweiz     | Flurina Bätschi Nicola Meisser  |
| 3     | Tschechien  | Zuzana Maděrová Krystof Minarik |
| 4     | Italien     | Elisa Fava Elias Zimmerhofer    |

Datum: 26. März 2023 in Bansko

### Snowboardcross Team
| Platz | Land         | Sportler                          |
| ----- | ------------ | --------------------------------- |
| 1     | Australien   | Josie Baff James Johnstone        |
| 2     | Frankreich 2 | Camille Poulat Achille Leleu      |
| 3     | Frankreich 1 | Léa Casta Aïdan Chollet           |
| 4     | Italien 1    | Marika Savoldelli Niccolo Colturi |

Datum: 31. März 2023 am Passo San Pellegrino